# جان وودهاوس
جان وودهاوس (انگلیسی: John Wodehouse, 3rd Earl of Kimberley; ۱۱ نوامبر ۱۸۸۳ – ۱۶ آوریل ۱۹۴۱) سیاستمدار و چوگان‌باز اهل بریتانیا بود.
وی در بازی‌های المپیک تابستانی ۱۹۲۰ به مدال طلا و در بازی‌های المپیک تابستانی ۱۹۰۸ به مدال نقره چوگان دست یافته است.